# Psychomyia karkii
Psychomyia karkii är en nattsländeart som beskrevs av Malicky 1994. Psychomyia karkii ingår i släktet Psychomyia och familjen tunnelnattsländor. Inga underarter finns listade i Catalogue of Life.